# ATP San Paolo 1990
L'ATP San Paolo 1990 è stato un torneo di tennis giocato sul sintetico indoor. È stata la 7ª edizione del torneo, che fa parte della categoria ATP World Series nell'ambito dell'ATP Tour 1990. Si è giocato a San Paolo in Brasile dal 22 al 28 ottobre 1990.

## Campioni

### Singolare maschile
Robbie Weiss ha battuto in finale  Jaime Yzaga per 3–6, 7–6(7), 6–3.

### Doppio maschile
Shelby Cannon /  Alfonso Mora hanno battuto in finale  Mark Koevermans /  Luiz Mattar con il punteggio di 6–7, 6–3, 7–6